# 史提芬·赫本
史提芬·赫本（Stephen Hepburn，1959年12月6日—）是一位英格蘭政治人物，他的黨籍是工黨。自2005年開始，他擔任賈羅選區選出的英國下議院議員。他出生在賈羅的一個造船工人家庭。